# 올렉시 로흐비넨코
올렉시 포타포비치 로흐비넨코(우크라이나어: Олексі́й Пота́пович Логвине́нко, 1946년 3월 31일~2016년 1월 18일)는 우크라이나의 번역가이다. 키이우 대학교에서 수학했으며 하인리히 뵐, 헤르만 헤세, 귄터 그라스, 제롬 데이비드 샐린저, 막스 프리슈, 월터 스콧, H. G. 웰스 등 영어권 작가와 독일어권 작가의 작품들을 번역했다.

## 수상
- 미콜라 루카시 도서상
- 막심 릴스키상